# Рошерон (Тексас)
Рошерон (енгл. Rosharon) насељено је место без административног статуса у америчкој савезној држави Тексас.

## Демографија
По попису из 2010. године број становника је 1.152.
| Група             | 2000.    | 2010.       |
| Белци             | 0 (0,0%) | 377 (32,7%) |
| Афроамериканци    | 0 (0,0%) | 217 (18,8%) |
| Азијати           | 0 (0,0%) | 0 (0,0%)    |
| Хиспаноамериканци | 0 (0,0%) | 538 (46,7%) |
| Укупно            | 0        | 1.152       |